# Урал (Кувандицький міський округ)
Ура́л (рос. Урал) — селище у складі Кувандицького міського округу Оренбурзької області, Росія.

## Населення
Населення — 686 осіб (2010; 855 у 2002).
Національний склад (станом на 2002 рік):
- росіяни — 42 %
- казахи — 32 %